# 可持续旅游

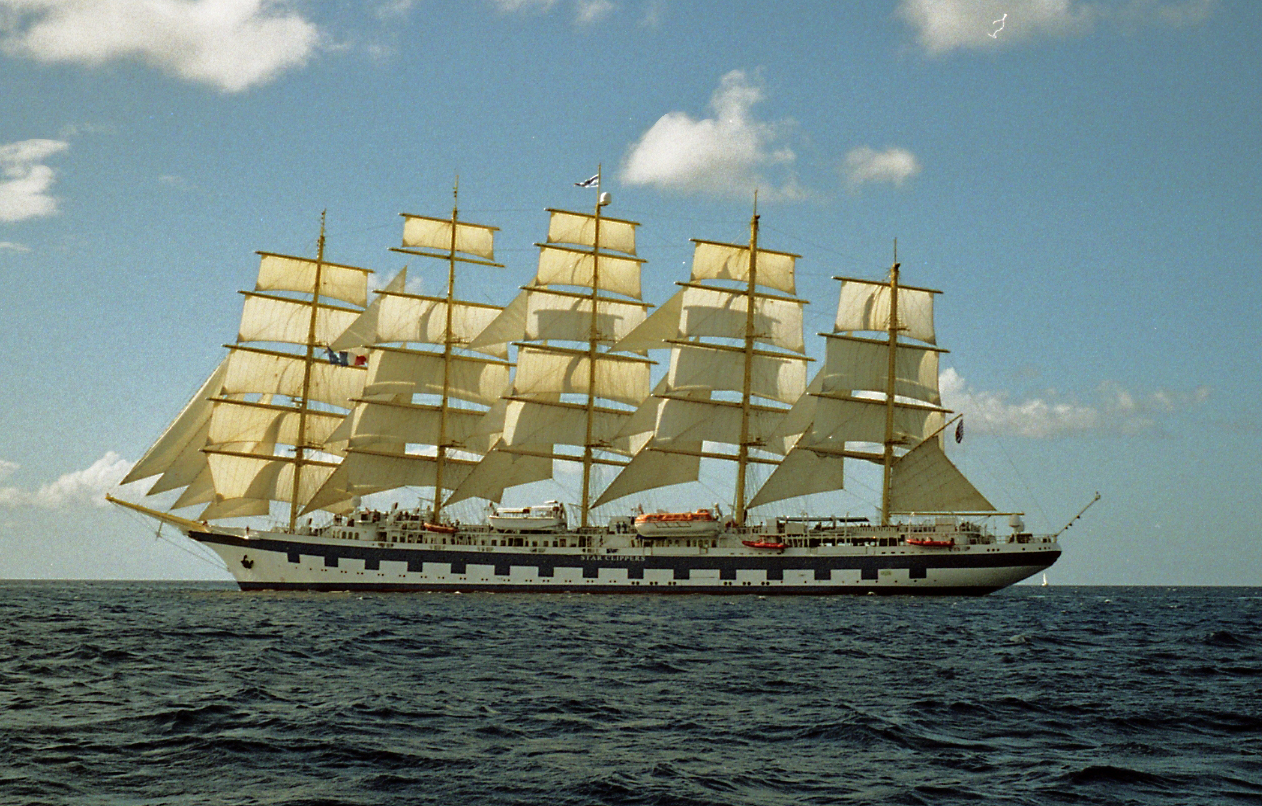
2001年，皇家卡里比克帆船可以使用风帆动力来减少污染

可持续旅游是指旅游者到某地旅游时，对当地的环境、社会和经济带来积极的影响。这种积极的影响，包括旅游时到达当地目的地主交通方式、在当地的交通方式、住宿、娱乐、休闲、饮食和购物。旅游不仅包括休闲旅游或商务旅游，也包括探亲访友。现在旅游界对旅游业的可持续发展达成了广泛共识，然而对于如何实现这一目标仍是争议的重点。
没有出行就没有旅游，因此可持续旅游的概念与可持续出行的概念紧密相连。就需要考虑旅游对环境带来影响的两个相关因素，即旅游业对化石燃料的依赖和旅游业对气候变化的影响。旅游业中有72%的二氧化碳排放来自交通运输，24％来自住宿，4％来自在当地的活动。航空占交通运输二氧化碳排放的55％（换算为旅游业，则占旅游总排放的40％）。可是，考虑到飞机所产生的温室气体排放、凝结尾迹和诱发卷云等影响，仅航空一项就可能占旅游业对气候造成的影响的75％。
国际航空运输协会（IATA）认为，到2050年，航空的燃油效率可以实现每年提高2％的目标。然而，根据空客和波音公司的预计，到2020年为止，航空运输中乘客公里数将以每年5％的速度增长，这将大大抵消燃油效率的提升。到2050年，随着其他经济部门的碳排放量大幅减少，旅游业可能会产生全球40%的碳排放量。造成这一现象的主要原因是，游客平均出行距离的增加。多年来，游客出行距离的增速远快于出行次数。  “可持续交通现已被确定为全球旅游业所面临的关键问题，这问题显然是不可持续的，而航空业正是这一问题的核心。”

## 社会经济层面
全球经济学家预测，国际旅游业将持续增长，其增长量取决于旅游目的地所在的位置。作为世界上规模最大、增长最快的产业之一，这种持续增长将对剩余不多的生物多样性栖息地和土著文化造成巨大压力，而这些栖息地和土著文化通常服务于大众旅游。提倡可持续旅游的游客，对这种危害非常敏感，他们寻求保护旅游目的地，同时也要保护旅游行业。作为可持续游客，可以通过以下方式，减少旅游业对当地带来的影响：
- 了解自己所去社区的文化、政治和经济状况
- 预测并尊重当地文化、期望和假设
- 透过支持保护文化遗产和传统价值观的企业，以保护当地文化的完整性
- 通过购买当地商品和当地小型企业的服务，来支持地方经济
- 寻找具有环保意识的企业，并尽可能少地使用不可再生资源。

越来越多的旅游目的地和旅游运营机构，以“负责任旅游”作为实现可持续旅游业的途径。负责任旅游与可持续旅游具有相同的目标，即可持续发展。因此，负责任旅游的支柱与可持续旅游的支柱也是一样的，即：环境完整、社会公正和经济发展。两者的主要区别是，在负责任旅游中，要求每个人、组织和企业对自己的行为及其行为所带来的影响负责。之所以发生这种区别，是因为一些利益相关者认为，自里约地球高峰会以来，在实现可持续旅游目标的进展缓慢。这在一定程度上，是因为每个人都期待别人会以可持续的方式行事。负责任旅游中对责任的强调，意味着参与旅游业的每个人，无论是政府、产品所有者和经营者、运输经营者、社区服务、非政府组织和社区组织（CBO）、游客、当地社区、行业协会等，都有责任实现负责任旅游的目标。

### 利益相关者
可持续旅游的利益相关者在实现这种形式的旅游中发挥着作用。明确来说，利益相关者既包括了组织，也包括个人，如：欧盟经济贸易理事会（ECOFIN）。旅游业的利益相关者是指，受到旅游发展中积极或消极影响的人。因此通过让接待社区参与塑造旅游的发展方向，减少游客和接待社区之间的潜在冲突。
全球可持续旅游委員會（页面存档备份，存于）（GSTC）作为促进人们增进可持续旅游的实践知识和了解的国际组织，普及了可持续旅游的原则，并建立了可持续旅游的需求。它的项目众多，包括为认证机构（负责检查旅游产品，并认证其为可持续发展公司）制定国际标准。 

#### 政府
在评估可持续旅游业的动机时，往往需要考虑到政府的价值观和背后的动机。在任何生态敏感、偏远地区或新开发的旅游区，首要考虑的重要因素是环境承载力。环境承载力指一个地区在不破坏周围环境或文化的情况下，能够同时承受游客数量的能力。它可以随着观念和价值观的改变，而随之改变或修改。例如，加拉帕戈斯群岛最初将可持续环境承载力设定为每年1.2万名游客，但后来厄瓜多尔政府出于经济等原因，将其修改为每年5万名游客。

#### 非政府组织
非政府组织是倡导可持续旅游业的利益相关者之一。他们的角色范围从引领可持续旅游的实践，到单纯做研究。大学的研究团队和科学家可以在规划过程中提供协助。在越南规划吉婆国家公园的过程中，有类似的意见征求行为。
而印度尼西亚布纳肯国家公园的潜水度假村经营者，在当地开发中发挥了关键作用，通过分别开发潜水和钓鱼专区，使游客和当地人都能从中受益。
大型会议、会议和其他有组织的大型活动推动着旅游、旅游业和接待业的发展。城市和会议中心建设竞相吸引会展业的发展，会展业对资源的利用对环境产生了重大影响。虽然重大的体育赛事（如：奥运会），为环境带来了负担，并导致环境退化等方面的特殊问题。但是常规会展业所造成的环境负担，可能要严重得多。
绿色会议和绿色活动是会展业和接待业中，是新兴并不断增长的项目和营销点。现在，越来越多具有环保意识的组织、公司和政府机构，正在寻求更具可持续性的活动，更环保的酒店、餐厅和会议场馆，以及更节能或不对气候造成影响的旅行和地面交通。虽然，最可持续的选择是不参加会议旅行：“由于大多数国际会议有成百上千的与会者，大部分乘飞机出行，会议旅行是一个可以显著减少与航空有关的温室气体排放的领域……但这并不意味着不参与会议”，由于现代互联网通信已无处不在，通过远程音频/视频也能参与会议。例如：至2003年，Access Grid技术已经被成功运用于举办多次国际会议。另一个特别的例子，是大型美国地球物理学会的年会，多年来都使用现场直播技术。不仅提供了主题演讲、指名讲座和口头报告的直播和录音，还提供在线提问，实现了听众与主讲人和同行互动的效果。在直播结束后，每个环节的录像都会在24小时内发布到网上。
一些会议中心已开始采取行动，减少在其场馆内主办会议对环境的影响。拿旧金山的莫斯科尼中心为例，该中心拥有一个积极的回收计划、一套大型太阳能发电系统以及其他旨在减少环境影响和提高能源效率的计划。

#### 当地社区
当地社区通过经济发展、创造就业机会和基础设施建设，可以从可持续旅游中受益。旅游收入带来的经济增长和繁荣可以增强旅游目的地的吸引力，从而提高目的地社区的生活水平。可持续旅游经营者致力于为当地社区成员创造就业机会。一个地区旅游收入的增加，也是提升其基础设施建设的驱动力。随着游客对目的地的旅游需求的增加，需要一个更坚实的基础设施，来支持旅游业和当地社区的发展需求。 2009年，加拿大不列颠哥伦比亚省对农村经营者的一项研究发现，“受访者总体上表现出强烈的‘支持可持续性’的态度。其中主要的障碍是缺乏可用于投资的资金、缺少激励计划、与其他商业目标的优先级，而同时可持续发展产品的供应商的机会有限，最常见的建议是制定激励计划，以鼓励企业变得更具可持续性。” 

## 发展中国家的可持续旅游业

### 扩大发展中国家的旅游业
随着1990年代南方新自由主义发展战略的兴起，对外向型增长的重新重视，也使人们把国际旅游业当成许多国家的潜在进口增长项目，特别是在发展中国家，因为世界上最美丽和最原始的地方通常位于第三世界。
1960年代以前，研究倾向于假设在发展中国家扩展旅游业是一件好事。到1970年代，随着学术界开始对旅游业所造成的后果抱持负面的看法，尤其是批评旅游业对环境发展的贡献有限，这种情况发生了转变。国际旅游业是一个不稳定的行业，当健康或安全收到威胁，游客很快就会放弃原本曾经受欢迎的旅游目的地。

### 第三世界可持续旅游的问题

#### 移民安置
当第一世界的公司到达尚未进行旅游开发的第三世界国家，往往在旅游开发过程中会造成当地社区的流离失所和重新安置的问题。 坦桑尼亚的马赛部落，是这个旅游开发问题的受害者。二战后，第一世界的自然资源保护主义者，以保护坦桑尼亚的自然美景和生态环境的名义，开放该区的旅游。他们将旅游目的地移到了马赛部落居住区，并在此建立国家公园和保护区 。 
据称，马赛人的活动并没有威胁到野生动植物，第一世界的认识被“殖民主义鄙视”和对草原野生动植物的误解所遮蔽。由于马赛人被驱离，恩戈罗恩戈罗保护区内原有的区域也被改变，为了让游客更容易进入，建造了营地和轨道，并移除对土著具有纪念意义的石头。
这种所谓的“可持续旅游”，被许多人视为矛盾或隐喻的例子。因为它并没有改变旅游的破坏性本质，这是不可能使旅游业产生可持续发展。但如果所有游客都参与到可持续旅游中，它便会在可行的世界中实现。事实上，许多以可持续发展名义所做的事情，实际上掩盖了赚取额外利润的野心。这也使游客时常与当地居民产生隔阂。

### 环境影响
“环境可持续性的重点是维持生态系统的整体活力和健康状态。自然资源的退化，污染和丧失生物多样性对生态系统危害巨大，因为会破坏系统的健康，增加系统的脆弱性，并降低生态复原力。可持续问题在众多文献被讨论过，如：Hall, C.M. ＆Lew A.A.(1998)、Hall, D.(2000)、Weaver(2006)等等。”

#### 滨海旅游
随着生活方式的提升和游客人数的增加，使许多沿海地区承受着特别的压力。沿海环境限制在沿海岸线的一条狭长范围内。沿海地区往往是最早受到旅游业影响的环境。对于沿海地区影响的详细研究，可以参考印度西部的案例。
不可避免的是，度假胜地将把更多的精力投入到可持续旅游。 规划和管理控制措施可以减少对沿海环境的影响，并确保对旅游产品的投入能够支持可持续发展滨海旅游。
研究产生了适用于滨海旅游的一些有趣的概念模型。“倒漏斗模型”和“嵌入式模型”中可以很形象地理解不同利益相关者（如政府、当地社区、游客和商业社区）在开发旅游目的地过程中的相互作用。

#### 山地旅游
珠穆朗玛峰每年吸引着许多想要登上世界最高峰的游客。珠穆朗玛峰是联合国教科文组织的世界遗产。多年来，由于登山者，以及过度放牧导致的对资源的疏忽和过度消耗，已经损害了雪豹、小熊猫、藏熊和许多鸟类的栖息地。为了抵制过去的破坏，当地社区和尼泊尔政府开展了各种植树造林项目。
探险队搬走了登山者留在珠峰山坡上的各种物资和设备，包括数百个氧气瓶。过去登山者留下的大量垃圾（如：帐篷、罐头、冰爪和人类排泄物等成吨的物品），拖下山进行回收或处理。然而，在珠峰（尤其是在登山坡面）上死亡的260多名登山者中，大多数人的尸体尚未移走，因为他们所在的位置难以到达，即使是那些较容易接近的人来说，尸体的重量使得把他们抬下山变得极其困难。而在清理工作中，值得注意的是“珠峰生态探险队”，该组织于2008年进行了第一次活动，以纪念1月攀登珠穆朗玛峰的先驱埃德蒙·希拉里爵士的去世。这些探险活动还同时公布了生态问题，尤其是观察到昆布冰瀑的融化，人们对该地区气候变化的影响感到担忧。

#### 小岛旅游
小岛屿受到的影响尤其严重，而且过于依赖旅游业，因为旅游业占巴巴多斯、阿鲁巴、马恩岛和安圭拉等岛屿国家GDP（国内生产总值）的40％至75％。   
大众旅游业往往给脆弱的岛屿生态系统及其提供的自然资源造成压力。研究表明，早期的旅游方式是不可持续的，并对环境因素造成了损害，特别是最初吸引游客的自然景观。 例如，巴巴多斯的主要景点是海滩，多年饱受侵蚀和破坏。这是由于低效的政治决策和政策，以及不负责任的旅游活动（如：鲁莽潜水和废物处理，破坏沿海和海洋环境）所导致。这种做法还改变了景观的物理特征，并造成了生物多样性的损失，从而导致了生态系统的破坏。 许多其他岛屿也遭受了环境破坏，例如马恩岛和萨摩亚。
但是，游客对这些工业化程度较低的岛屿很感兴趣，根据Canavan的一项调查，超过80％的人在参观时享受着自然景观，许多人评论说他们想保护和拯救该地区的野生动物。 许多游客已经转向可持续和生态旅游的做法，试图挽救他们在这些地方所享受的自然风光，而一些政治实体则试图强制执行这种做法，以使岛上的旅游业得以持续。

### 可持续旅游业作为发展战略的一部分
第三世界国家对国际旅游特别感兴趣，许多人认为，这为国家带来了大量经济利益，包括就业机会、小企业发展和增加外汇。许多人认为，通过发展奢侈品和服务可以获得更多的钱，尽管这事实上增加了国家对进口产品、外国投资和外籍技能的依赖。 这种经典的“涓滴效应”财务策略，很少能使小企业受益。
有人说，大规模旅游的经济效益是毋庸置疑的，但背包客或廉价旅行者所带来利益的潜在增长，往往被第三世界国家的政府所忽视。这部分人群带来的显著非经济利益，有助于加强和教育参与这一领域的社区。“针对当地居民的‘低端’技能，促进自力更生，并培养社区成员与外界打交道的信心，皆为赋权的迹象”，所有这些都有助于国家的全面发展。

### 第三世界可持续旅游业的改善

#### 可持续旅游管理
旅游地周围负责管理的当地人或社区，一直在促进着可持续旅游的实行。可持续旅游的前提：居住在资源附近的人，也是最适合保护它的人。因为旅游活动和商业活动是由当地社区的成员开发和经营的，这意味着要实行任何措施，当然要得到他们的同意和支持。可持续旅游业通常涉及为旅游目的而保护所利用的资源。 当地人经营的企业，并负责推广保护环境的信息。
基于社区的可持续旅游业（CBST）将生态旅游区的可持续性成功与社区的管理实践联系在一起，这些社区直接或间接地依赖目的地维持生计。CBST的显著特征是，当地知识通常与广泛的生态旅游商业模式框架一起使用。这使得当地人能够参与到管理层面，他们通常可以对环境有更深入的了解。对当地人来说，利用当地知识也意味着他们更容易进入旅游业，因为他们的工作或生计都受到作为旅游目的地的环境的影响。环境可持续发展关键取决于当地对项目的支持。 也有人指出，为了取得成功，项目必须为当地社区带来直接的利益。
但是，最近的研究发现，CBST可能只产生了零星经济的联系，而且与农业的联系受到季节性和耕地面积小的不利影响。这意味着，CBST可能只对这些社区产生小规模的积极影响。
还有人说，政府和旅游机构与较小社区之间的伙伴关系并不是特别有效，因为这两个群体在目标上存在差异，即真正的可持续性和以最大利润为目的的大众旅游。在洪都拉斯就能很好的表现这种差异，来自世界银行的顾问和旅游协会的官员希望在各个生态旅游目的地附近建立精选的五星级酒店。但是，美国国际开发署和洪都拉斯阿波罗科生态旅游促进者协会（APROECOH）在该地区采取的另一种运作方式促进了以社区为基础的努力，培训了许多当地的洪都拉斯人。罗恩·马德尔总结说，基层组织在洪都拉斯更为成功。

### 政府管理可持续旅游的困惑
在第三世界，关于政府间组织和可持续旅游实践发展的一些讨论。在马丁·莫福斯（Martin Mowforth）和伊恩·蒙特（Ian Munt）在《旅游与可持续发展：第三世界的新旅游》（Tourism and Sustainability: New Tourism in the Third World）一书中，批评了一份由世界旅游及旅行理事会（WTTC）、世界旅游组织和地球理事会起草的文件，该文件已被列入21世纪议程。文件标题为《旅游业的21世纪议程：实现与环境相适应的可持续发展》。莫福斯和蒙特评论了该文件中用于描述环境和当地文化的语言，因为在实施可持续旅游时，保护环境和当地文化是两个主要目标。他们指出，当中使用的一些关键词是“核心资产”、“核心产品”、“产品质量”和“保留”。他们辩称，该文件明确将环境视为一种可销售的产品，并为第三世界政府提供了一份很好的关于可持续旅游业的建议清单，但不提供实际的资源纳入他们的旅游业发展中。
诸如此类的论据假定，非政府组织或政府间组织向第三世界政府提供的建议与实际能够实现的建议之间存在差距。这些论据试图说服读者，像世界旅游组织发布的文件那样，可持续旅游业的发展实际上“绕过了当地人民的利益”。

### 负责任旅游
负责任旅游的定义和理解有很多种。 根据负责任旅游中心的说法，负责任旅游可被定义为：“使当地社区受益最大化，对社会或环境的负面影响最小化，并帮助当地人保护脆弱的文化、栖息地或物种的旅游”。 负责任旅游不仅将责任与自然环境相结合，而且还将对经济和社会互动意识相结合，而可持续旅游更注重环境影响。 负责任旅游被视为一种行为。它不仅仅是一种旅游形式，它代表了一种参与旅游的方式，无论是作为游客、企业、目的地的当地人，还是任何其他旅游利益相关者。它强调，所有利益相关者应对他们开发或从事的旅游业类型负责。这确保了旅游服务提供者、购买者或消费者负有责任。 尽管不同的群体所看到的责任不尽相同，但共同的理解是，负责任旅游应该带来旅游业的改善。作为负责任旅游方式的结果，旅游业应该变得“更好”。
改善的含义在于对需要平衡的利益冲突的认识。然而，目标是为人们创造更好的居住和游览场所。重要的是，负责任的旅游并没有蓝图：什么才是负责任？不同的地区和文化会有不同的认识。负责任旅游是一种愿望，可以通过不同的方式在不同的始发市场和不同的目的地实现。
负责任旅游的概念，是在1960年代和1970年代兴起得“大众旅游”现象下所出现的。1973年，欧洲旅行委员会（European Travel Commission）提出了一项多边倡议，以恢复无害环境的旅游业和发展。联合国专门机构世界旅游组织在实现可持续发展目标发明，强调了旅游与发展之间的联系。鉴于旅游业的急剧增长，该报告大力提倡负责任旅游。 考虑到以当地为基础的负责任旅游方式，它还可以将当地居民纳入决策和旅游规划的过程。 虽然需要进一步研究以了解负责任旅游的影响，但在2017年进行的一项研究发现，管理得当的负责任旅游做法对当地社区是有益的。
根据关于负责任旅游的《开普敦宣言》，特别侧重于商业，它将具有以下特点：
- 尽量减少对经济、环境和社会的负面影响；
- 为当地人民创造更大的经济效益，提高所在社区的福祉，改善工作条件和进入该行业的机会；
- 使当地人参与影响他们生活和生活变化的决策；
- 为保护自然和文化遗产、维护世界多样性作出积极贡献；
- 与当地人建立更有意义的联系，加深对当地文化、社会和环境问题的了解，为游客提供更愉快的体验；
- 为残疾人和弱势群体提供机会；
- 具有文化敏感性，能在游客和东道主之间建立尊重，并建立当地的自豪感和信心。

在广受好评的同时，负责任旅游也受到了批评。研究表明，个人从事负责任旅游的程度取决于他们的社会参与程度。也就是说，游客的行为会根据每个游客选择参加的社交活动的范围而波动。 关于负责任的游客行为的研究得出结论，不仅游客的个人行为决定了结果，而且反映了政府建立的机制。鉴于难以衡量这种影响，其他研究也质疑旅游业甚至负责任的旅游业是否符合联合国可持续发展目标的承诺。 一些人认为，这实际上分散了人们对旅游业更广泛问题的关注，这些问题需要监管，例如游客人数和环境影响。 

### 人文旅游
人文旅游（Humane tourism）是负责任旅游运动的一部分。其理念是通过与当地社区相关的企业进行旅游方面的合作，以此增强世界各地社区的可持续发展能力，这种理念最初在发展中国家推行。人文旅游的理念来自欧洲、北美、澳大利亚和新西兰寻求新的冒险和真实体验的旅行者，他们直接与旅行目的地的当地企业或商户联系，不仅为当地企业带来经济优势，还能为游客带来真实而独特的旅游体验。人文旅游注重的是人与当地社区的互动。这种理念使游客能通过当地人的眼睛来体验这个世界，同时直接为当地人做贡献，确保旅游收入直接造福当地社区。
人文旅游是要给当地人民带来工作机会，赋予他们劳动权利，使他们直接享受旅游的成果。互联网正在改变旅游业，越来越多的旅行者通过网络计划他们的旅行和度假，互联网使人们可以节省佣金。旅行者可以通过互联网搜寻新的旅游目的，并通过在线讨论或阅读他人的经历，然后直接购买相关的服务。互联网平台可以鼓励当地人创办新企业，现有的小型企业通过网络进行自我推广，并从其社区中获得直接的经济优势。当今世界正处于新的旅游时代，全球化和互联网起着关键作用。 
新一代旅行者周游了世界，看尽了经典的景点。住在西式酒店并没那么吸引人，他们更渴望体验地道的当地生活方式：跟着渔民钓鱼；到渔民家吃鱼获；睡在典型的村屋中。这些游客或旅行者会很乐于知道，在这样做的同时，他们也给陪伴他们的当地人带来了经济福祉。
人文旅游是负责任旅游的一部分。负责任旅游概念起源于约斯特·克里朋多夫（Jost Krippendorf）在《度假者》 一书中，呼吁“桀骜不驯的游客和当地人”创造新的旅游形式。他的愿景是“开发和推广新的旅游形式，这将给所有参与者（游客、东道主和旅游企业）带来最大的利益的同时，又不会造成无法忍受的生态和社会环境的破坏。”正如我们所见，他早在80年代就谈到负责任旅游对东道主居民的好处，并使用了“人文旅游”（human tourism）一词。人文旅游的重点是当地居民。 
《南非国家旅游政策》（1996年）使用“负责任旅游”一词，并提到主要因素是否能为当地社区带来福祉。
2002年达成的《旅游目的地负责任旅游开普敦宣言》认为，负责任旅游的宗旨是“为人们创造更好的居住地点，和更好的旅游地点。”该宣言的重点是“地点”，但也提到了当地居民。 
从1992年的里约峰会或地球峰会，到1999年联合国可持续发展委员会 ，旅游业的主要焦点是地球、星球、地点、“绿色”或“生态”旅游。现在的趋势是将当地人也包括其中。负责任旅游的这种趋势或分支被称为人文旅游。

### 负责任接待
正如负责任旅游的观点一样，负责任接待本质上就是为人们创造更好的居住地点和更好的旅游地点。 这并不意味着所有的接待形式都属于旅游形式，尽管接待业占了旅游业中最大的部分。因此，我们不应惊讶于负责任接待和负责任旅游之间的重叠。在常住地也是消费接待服务的地方，例如，在当地餐馆中消费，这并不排除改善常住地的要求。因此，负责任接待的本质并不取决于旅游接待的形式。
米尔顿·弗里德曼在1962年提出的一个著名的观点，即在法律范围内，企业的唯一责任就是为股东创造利润，而认为企业的责任超出此范围的观点已经存在了几十年，在企业社会责任的概念中最常见。企业确实可以从事不少活动，短期内不会为股东和管理层带来利益。通常，企业承担社会责任的行动，是出于对企业利益的感知。通常在接待业中，这与提高能源效率相关的成本降低有关，但也可能与道德消费主义的兴起以及被视为负责任的企业有利于收入增长的观点有关。 
根据《负责任旅游开普敦宣言》，负责任接待具有文化敏感性。与其要求那种无法实现的负责任接待方式，倒不如简单地提出一种更负责任的接待方式，这种接待首先对当地人有利，其次才是对游客有利。当然，所有形式的接待都可以得到改善和管理，以便将负面影响降到最低，同时力求最大限度地提高对环境的积极影响。

## 接待教育
印度政府旅游部提到，印度的一些酒店管理/烹饪培训机构将不再强制要求学生从事非素食烹饪。学生对学习素食烹饪拥有选择权。位于阿穆达巴、博帕尔和斋浦尔的酒店管理、餐饮技术与应用营养学研究所（IHMCTAN）是提供素食烹饪选择的接待培训机构，这一做法将扩展到所有的IHMCTAN分校。
《可持续旅游的发展：理论、方法、商业现实》（烏克蘭語：«Сталий розвиток туризму: теорія, методологія, реалії бізнесу»）一书中，介绍了由乌克兰科学家特提亚纳·特卡琴科（Tetiana Tkachenko）教授于2006年进行的基础研究，该书于2009年进行了修订。研究结果运用于基辅国立贸易经济大学的教学，使用的专业包括：旅游、酒店和餐厅业务、旅游管理、酒店和餐厅业务管理、国际旅游业务和国际酒店业务。

## 进阶阅读
- Journal of Sustainable Tourism ISSN 0966-9582